# Quản cơ
Quản cơ (chữ Hán: 管奇, tiếng Anh: Battalion Commander), hoặc Cai cơ (該奇), là một chức võ quan thời Nguyễn. Quản cơ đứng đầu một cơ, trật Chánh tứ phẩm.
Để hiểu rõ thêm về chức Quản Cơ, xem Cai cơ.
Tại miền Nam, Quản cơ Thành (đức Cố Quản Trần Văn Thành), được biết đến là thủ lĩnh cuộc khởi nghĩa Bảy Thưa chống Pháp vào những năm 1867-1873.